# Coopération économique pour l'Asie-Pacifique
Pour les articles homonymes, voir APEC.
La Coopération économique pour l'Asie-Pacifique (en anglais : Asia-Pacific Economic Cooperation, APEC) est un forum économique intergouvernemental visant à faciliter la croissance économique, la coopération, les échanges et l'investissement de la région Asie-Pacifique. Elle se réunit chaque année.

## Objectifs
L'APEC a été établi en 1989 pour améliorer la croissance économique et la prospérité pour la région et pour renforcer la communauté Asie-Pacifique.
Depuis son commencement, l'APEC a travaillé pour réduire les droits de douane et autres entraves aux échanges commerciaux à travers la région Asie-Pacifique, créant des économies nationales efficaces et augmentant considérablement les exportations. En 1994, les dirigeants de l'APEC réunis à Bogor en Indonésie ont adopté les « Objectifs de Bogor » : une zone de libre-échange et d'investissements dans l'Asie-Pacifique d'ici 2010 pour les économies industrialisées et d'ici 2020 pour les économies en voie de développement.
L'APEC travaille également à créer un environnement sûr et efficace pour l'échange des marchandises, des services et des personnes à travers les frontières par une politique commune et par la coopération économique et technique, y compris sur le plan sanitaire, par exemple en encourageant en 2006 la coopération et la préparation à une éventuelle pandémie de grippe aviaire (H5N1).

## Fonctionnement
L'APEC est le seul groupe inter-gouvernemental dans le monde fonctionnant sur la base d'engagements non contraignants, du dialogue ouvert et du respect égal pour les vues de tous les participants. À la différence de l'Union européenne ou d'autres organisations économiques multilatérales, l'APEC n'a aucun traité engageant ses membres. Les décisions prises par l'APEC sont obtenues par le consensus et les engagements sont entrepris sur une base volontaire.
L'APEC compte 21 membres, qui regroupent une part importante des chiffres mondiaux : plus du tiers de la population (2,6 milliards de personnes), approximativement 60 % du PIB et environ 47 % du commerce international. Il représente également la zone économique la plus dynamique dans le monde, ayant participé à presque 70 % de la croissance économique globale entre 1994 et 2004.
La réunion de 2018 n'a pas, pour la première fois, menée à une déclaration commune, sur fond de tensions commerciales entre la Chine et les États-Unis.

## Pays membres
- Australie (1989)
- Brunei (1989)
- Canada (1989)
- Corée du Sud (1989)
- États-Unis (1989)
- Indonésie (1989)
- Japon (1989)
- Malaisie (1989)
- Nouvelle-Zélande (1989)
- Philippines (1989)
- Singapour (1989)
- Thaïlande (1989)
- Chine (1991)
- Hong Kong (1991)
- Taïwan (1991)
- Mexique (1993)

Pays membres de la Coopération économique pour l'Asie-Pacifique.

- Papouasie-Nouvelle-Guinée (1993)
- Chili (1994)
- Pérou (1998)
- Russie (1998)
- Viêt Nam (1998)

## Sommets
| Date                 | Ville               | Pays                      |
| -------------------- | ------------------- | ------------------------- |
| 6-7 novembre 1989    | Canberra            | Australie                 |
| 29-31 juillet 1990   | Singapour           | Singapour                 |
| 12-14 novembre 1991  | Séoul               | Corée du Sud              |
| 10-11 septembre 1992 | Bangkok             | Thaïlande                 |
| 19-20 novembre 1993  | Seattle             | États-Unis                |
| 15-16 novembre 1994  | Bogor               | Indonésie                 |
| 18-19 novembre 1995  | Ōsaka               | Japon                     |
| 24-25 novembre 1996  | Manille/Subic       | Philippines               |
| 24-25 novembre 1997  | Vancouver           | Canada                    |
| 17-18 novembre 1998  | Kuala Lumpur        | Malaisie                  |
| 12-13 septembre 1999 | Auckland            | Nouvelle-Zélande          |
| 15-16 novembre 2000  | Bandar Seri Begawan | Brunei                    |
| 20-21 octobre 2001   | Shanghai            | Chine                     |
| 26-27 octobre 2002   | Los Cabos           | Mexique                   |
| 20-21 octobre 2003   | Bangkok             | Thaïlande                 |
| 20-21 novembre 2004  | Santiago            | Chili                     |
| 18-19 novembre 2005  | Pusan               | Corée du Sud              |
| 18-19 novembre 2006  | Hanoï               | Viêt Nam                  |
| 8-9 septembre 2007   | Sydney              | Australie                 |
| 22-23 novembre 2008  | Lima                | Pérou                     |
| 14-15 novembre 2009  | Singapour           | Singapour                 |
| 13-14 novembre 2010  | Yokohama            | Japon                     |
| 12-13 novembre 2011  | Honolulu            | États-Unis                |
| 9-10 septembre 2012  | Vladivostok         | Russie                    |
| 5-7 octobre 2013     | Denpasar            | Indonésie                 |
| 10-11 novembre 2014  | Pékin               | Chine                     |
| 18-19 novembre 2015  | Pasay               | Philippines               |
| 19-20 novembre 2016  | Lima                | Pérou                     |
| 10-11 novembre 2017  | Da Nang             | Viêt Nam                  |

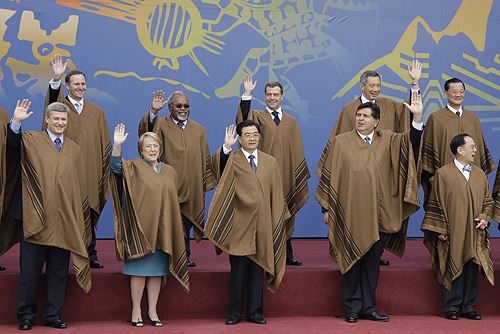
Sommet de Lima en 2008.

| 17-18 novembre 2018  | Port Moresby        | Papouasie-Nouvelle-Guinée |
| 16-17 novembre 2019  | Santiago            | Chili (annulé)            |
| 20 novembre 2020     | Kuala Lumpur        | Malaisie                  |
| 12 novembre 2021     | Auckland            | Nouvelle-Zélande          |
| 18-19 novembre 2022  | Bangkok             | Thaïlande                 |
| 15-17 novembre 2023  | San Francisco       | États-Unis                |
| 10-16 novembre 2024  | Cuzco               | Pérou                     |